# Distretto di Thrissur
Thrissur è un distretto dell'India di 2 975 440 abitanti, che ha come capoluogo Thrissur.
Nel territorio del distretto scorre il fiume Karuvannur.